# Agence spatiale du Royaume-Uni
L'Agence spatiale du Royaume-Uni (UK Space Agency) est un regroupement de plusieurs ministères et organismes du Royaume-Uni, ayant pour but de coordonner les activités spatiales civiles du pays (comme l'observation de la Terre, les communications et la localisation par satellite).

## Histoire

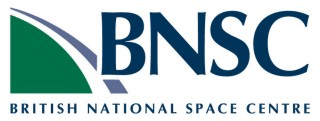
Logo du Centre spatial national britannique (BNSC).

Le seul satellite que le Royaume-Uni lance par ses propres moyens est le Prospero X-3 en 1971, depuis Woomera en Australie. Créé en 1985, le Centre spatial national britannique (BNSC) fait office d'agence spatiale et prend part à de nombreux programmes européens, (comme Galileo), et internationaux. En 2007, la Royal Society demande publiquement au gouvernement de mettre en place une véritable agence spatiale, comme la NASA, pour remplir les fonctions du Centre. Lord Drayson annonce sa création le 10 décembre 2009.
Le 1er avril 2010, le Centre spatial national britannique (British National Space Centre) change de nom et de logo et se nomme désormais Agence spatiale du Royaume-Uni (UK Space Agency),. La présentation de la nouvelle Agence a lieu au Centre de conférences Reine Elizabeth II, le 23 mars 2010, par le secrétaire aux affaires Peter Mandelson, le ministre britannique de la science et de l'innovation, Lord Paul Drayson et l'astronaute britannique de l'Agence spatiale européenne Timothy Peake, en présence du directeur général de l'Agence spatiale européenne (ESA), Jean-Jacques Dordain, et Andy Green, président-directeur général (PDG) de Logica. Timothy Peake est nommé ambassadeur de l'Agence, il aura pour tâche d'inciter les scientifiques à travailler dans le domaine spatial.

## Logos

2010 à 2017 [7]
2017 à aujourd'hui

## Structure
L'Agence spatiale du Royaume-Uni fonctionne sur la base du partenariat volontaire de dix départements, agences et conseils de recherche du gouvernement britannique. À la différence des agences spatiales à part entière, comme il en existe dans d'autres pays, le quartier général de l'Agence spatiale du Royaume-Uni réunit environ trente fonctionnaires civils détachés, par rotation, par les partenaires,. Le personnel de l'UKSA compte environ 235 personnes. Le Département des affaires, de l'innovation et du savoir-faire (BIS) est le département d'accueil et fournit l'équipe politique centrale, y compris le directeur général. Le directeur général actuel, le Dr David Williams, est le premier à avoir fait l'objet d'un recrutement externe.
Le personnel de l'Agence spatiale du Royaume-Uni représente le Royaume-Uni dans les différents conseils de l'Agence spatiale européenne (ESA) et à son Comité directeur.
Depuis janvier 2009, l'Agence spatiale du Royaume-Uni a son siège à Swindon, dans le Wiltshire, dans le même bâtiment que le Conseil des établissements scientifiques et technologiques (Conseils de recherche) et que le Bureau de stratégie technologique. Elle est placée sous l'autorité du ministre de la science et de l'innovation, Paul Drayson.

### Partenaires
- Département des affaires, de l'innovation et du savoir-faire (Department for Business, Innovation and Skills)[11], puis Bureau pour la science et la technologie (Office of Science and Technology).
- Département des transports (Department for Transport).
- Ministère de la défense (Ministry of Defence).
- Bureau des affaires étrangères et du Commonwealth (Foreign and Commonwealth Office).
- Département de l'environnement, de l'alimentation et des affaires rurales (Department for Environment, Food and Rural Affairs).
- Département de l'enfance, des écoles et de la famille (Department for Children, Schools and Families).
- Bureau de stratégie technologique (Technology Strategy Board).
- Conseil de recherche sur le milieu naturel (Natural Environment Research Council).
- Conseil des établissements scientifiques et technologiques (Science and Technology Facilities Council)[12].
- Office météorologique (Met Office).
- Laboratoire Rutherford Appleton.
- Conseil de recherche en physique des particules et en astronomie (Particle Physics and Astronomy Research Council).

## Programmes
La part civile du programme spatial britannique se concentre sur la science spatiale, l'observation de la Terre, les télécommunications par satellites et la navigation globale (par exemple, le Système de positionnement global GPS et Galileo). La plus récente version de la stratégie spatiale civile du Royaume-Uni, qui définit les buts du BNSC, est publiée en février 2008. Il est à noter que le BNSC a une politique opposée aux vols spatiaux humains et ne participe pas à la Station spatiale internationale.
L'agence ne disposant pas de lanceurs propres, les lancements sont effectués par des lanceurs Ariane, Soyouz-Fregat, Rockot, Delta II et le système de transport spatial de la NASA.

### Participation à l'Agence spatiale européenne
L'Agence spatiale du Royaume-Uni est le troisième plus important contributeur financier au budget général de l'Agence spatiale européenne, avec une part de 17,4 %. La dévaluation de la livre sterling, en 2005, a conduit à augmenter la charge financière des autres États membres, qui ont dû mettre en place un programme de financement. La UKSA participe à son programme scientifique et à l'initiative d'exploration robotisée du programme Aurora. Des financements sont également attribués au programme de télécommunications ARTES de l'ESA, afin d'étendre la technique de charge utile employée, par exemple, pour les satellites d'Inmarsat, l'opérateur de téléphones portables par satellite basé au Royaume-Uni. Les partenaires de l'Agence spatiale du Royaume-Uni participent au financement d'un projet du secteur privé, dirigé par Avanti Communications, dont le but est de construire un satellite appelé HYLAS et destiné à fournir des communications à bande large aux utilisateurs ruraux et éloignés.
Les projets actuels dans le domaine des sciences spatiales comprennent LISA Pathfinder, pour lequel l'industrie du Royaume-Uni est le premier contractant et les universités du Royaume-Uni construisent des éléments de charge utile et la mission d'astrométrie Gaia, dont l'industrie britannique fournit les détecteurs, l'avionique, les logiciels et l'électronique de traitement de données Le Royaume-Uni contribue aussi à la construction de l'instrument SPIRE pour l'Observatoire spatial Herschel et au procédé de refroidissement et au détecteur de la mission Planck d'étude du fond cosmologique en microondes.
Dans le domaine de l'observation de la Terre, les projets comprennent la mission d'établissement de profils de vents ADM-Aeolus de l'ESA, pour laquelle l'industrie du Royaume-Uni est le principal contractant, et Cryosat 2, programme dirigé par un scientifique du Royaume-Uni, le professeur Duncan Wingham, de l'University College de Londres. Cryosat 2 a pour mission d'apporter des informations sur l'amincissement des masses glaciaires arctiques, sous l'effet du changement climatique. Il est lancé jeudi 8 avril 2010, à 14 h 57 GMT, par une fusée Dnepr (un missile balistique intercontinental), à partir du cosmodrome de Baikonour, au Kazakhstan.
En février 2009, l'Agence spatiale du Royaume-Uni, l'ESA et Reaction Engines Limited annoncent un partenariat financier public-privé destiné à explorer les techniques clés du moteur SABRE, destiné à l'avion spatial Engin à réaction Skylon. 
Les activités récentes (2010) de l'Agence comprennent le programme Mosaic de petits satellites, qui a conduit au lancement de la mission d'observation à haute résolution TopSat de l'Obsevatoire européen et de la Constellation de suivi des désastres. Le 10 novembre 2010, l'Agence annonce le début du programme pilote CubeSat. L'Agence apporte également son soutien, aux côtés du Conseil des établissements scientifiques et technologiques, du Centre national de science, technologie, génie et mathématique (National STEM Centre) et le Specialist Schools and Academies Trust (SSAT), au Bureau européen de ressources pour l'éducation à l'espace du Royaume-Uni (ESERO-UK), lancé à l'Institut de physique de Londres, le 13 octobre 2010. Ce Bureau est cofinancé par l'Agence spatiale européenne et le Département de l'éducation. Il a pour tâche de fournir des informations en sciences, génie, mathématiques et exploration spatiale, aux professeurs et aux étudiants.
Le Royaume-Uni ayant été mis à l'écart du programme spatial européen dans la perspective du Brexit malgré le souhait du gouvernement britannique de rester dans le projet Galileo, Theresa May la première ministre a annoncé la création d'un système GPS rival de Galileo.

#### ExoMars
Le 11 juin 2010, l'Agence spatiale du Royaume-Uni annonce qu'elle va financer le développement du véhicule martien ExoMars. 11,7 millions d'euros (10 500 000 livres) sont consacrés au développement des instruments qui doivent permettre de détecter l'existence de la vie, présente ou passée, sur Mars. Ce véhicule doit être lancé en 2018, dans le cadre d'une mission conjointe de l'ESA et de l'Administration nationale de l'aéronautique et de l'espace américaine (Nasa). Un véhicule américain est prévu pour l'accompagner. ExoMars est construit et testé par la compagnie britannique EADS Astrium, à Stevenage, dans le Hertfordshire. D'autres sociétés, comme Systems Engineering and Assessment Ltd (SEA) et Vorticity and Fluid Gravity Engineering Ltd (FGE) travaillent également au projet. Au Royaume-Uni, plus de 200 scientifiques sont impliqués. Le véhicule aura pour mission l'étude des conditions martiennes. Il sera muni d'un radar permettant d'observer le sous-sol et d'une sonde capable de procéder à des excavations jusqu'à 2 mètres de profondeur.
L'Agence est chargée de la construction de deux des neuf instruments scientifiques qui équiperont le véhicule : le Processeur de détection de la vie (Life Marker Chip) et la caméra panoramique (Panoramic Camera). Deux autres instruments sont à sa charge, pour cette mission, un spectromètre laser Raman (Raman Laser Spectrometer) et un diffractomètre à rayons X (X-Ray diffactometer).
Le Processeur de détection de la vie est un instrument qui utilise des techniques de diagnostic médical et doit détecter des composés organiques liés à l'existence de la vie, dans le passé ou le présent. Il est mis au point par l'université de Leicester, celle de Cranfield (Pr. David Cullen) et le Collège impérial de Londres. L'équipe est placée sous la direction du Pr. Mark Sims, de l'université de Leicester.
La construction de la caméra panoramique est placée sous la supervision du Pr. Andrew Coates, du Laboratoire de sciences spatiales Mullard (Mullard Space Science Laboratory) du Collège universitaire de Londres. Un expert en robotique fait également partie de l'équipe, le Pr. Dave Barnes, de l'université d'Aberystwyth.
Le spectromètre laser Raman permet de déterminer la structure des molécules. L'équipe britannique charfgée de son élaboration est dirigée par le Dr. Ian Hutchinson, de l'université de Leicester, le Pr. Howell Edwards, de l'université de Bradford University coordonnant l'équipe scientifique. Ce programme, placé sous la supervision de l'Espagne, implique aussi le Laboratoire Rutherford Appleton (Rutherford Appleton Laboratory) du Conseil des établissements scientifiques et technologiques (Science and Technology Facilities Council) de Harwell, dans l'Oxfordshire.
Enfin l'équipe de mise en œuvre du diffractomètre à rayons X est sous la houlette de l'Italie. L'instrument est destiné à étudier la structure des minéraux déjà connus sur Mars, comme les argiles, les carbonates et les sulfates, et à déterminer s'ils ont été soumis à des altérations par l'eau et ont la possibilité d'abriter la vie. Le Dr. Ian Hutchinson et le Dr. Richard Ambrosi, tous deux de l'université de Leicester, sont chargés de la mise au point du détecteur, le Dr. Hutchinson étant le chercheur principal adjoint du programme.

##### Calendrier
- 2011 - Simulateurs des logiciels instrumentaux.
- 2013 - Qualification des instruments modèles.
- 2014 - Construction des instruments réels.
- 2018 - Lancement de la mission.
- 2019 - Atterrissage et début de la mission scientifique.

#### Télescope spatial James Webb
Pour le Télescope spatial James Webb, un consortium britannique, dirigé par le Centre de technologie de l'astronomie du Royaume-Uni (UK Astronomy Technology Centre) construit la partie européenne de l'Instrument infrarouge moyen (MIRI). Le télescope doit être lancé en octobre 2018. Il doit succéder au télescope spatial Hubble. Sa principale mission sera l'observation des plus anciennes galaxies de l'Univers, à l'aide d'un miroir de 6,5 mètres de diamètre, en béryllium Be. Le coût final de la mission est évalué à environ 8,8 milliards de dollars.

### Campus de Harwell
En novembre 2008, le Centre spatial national britannique annonce de nouvelles contributions à l'ESA et un accord de principe avec l'Agence spatiale européenne pour installer un centre de cette dernière sur le Campus de sciences et d'innovation de Harwell (Harwell Science and Innovation Campus), dans l'Oxfordshire. L'établissement de l'ESA à Harwell est ouvert officiellement le 22 juillet 2009. Son nom est Centre européen de robotique et de changement climatique (European Robotics and Climate Change Centre). Le 23 mars 2010, l'annonce est faite qu'un nouveau centre, le Centre international d'innovation spatiale (International Space Innovation Centre), va être construit sur le campus de Harwell. Il sera chargé de l'exploitation des données des satellites d'observation de la Terre, notamment avec l'objectif de comprendre le changement climatique et d'en anticiper les conséquences. Une autre de ses tâches sera d'améliorer la sécurité et la résistance des satellites dans l'espace. Le coût de construction de ce centre s'élève à 47 millions d'euros (40 millions de livres), dont 60 % sont couverts par l'État et 40 % par l'industrie.

### Mission Start Me Up
En janvier 2023, un consortium comprenant Virgin Orbit et l'Agence spatiale britannique échoue à mettre sur orbite la première fusée envoyée depuis le sol britannique, par l'intermédiaire d'un Boeing 747.

## Financement
La plus grande part du budget spatial civil britannique, de 314 millions d'euros (268 millions de livres) est fournie par le Département du commerce et de l'industrie (jusqu'à ce que le DTI soit démantelé, en 2007) ou contrôlée par les partenaires, plutôt que par l'Agence spatiale du Royaume-Uni. Environ les trois-quarts (76 % en 2008-2009) de ce budget vont directement à l'Agence spatiale européenne. En 2004, le budget du quartier général du Centre spatial national britannique est approximativement de 600 000 euros (500 000 livres).
En mars 2010, l'Agence spatiale a indiqué que son budget s'établissait à 310 millions d'euros (265 millions de livres), consacré à 85 % au financement de programme ESA, et que l'emploi induit est de 19 100 personnes au Royaume-Uni.
| 2005-2006 | 2008-2009 | 2010-2011 |
| --------- | --------- | --------- |
| 242       | 313,67    | 310       |

### L'industrie spatiale au Royaume-Uni
En 2009, l'Angleterre emploie 24 900 personnes dans les activités spatiales, pour un chiffre d'affaires, en 2010, de 8,9 milliards d'euros (7,5 milliards de livres). 90 % de ce chiffre concerne les télécommunications. La croissance annuelle moyenne est supérieure à 10 %. 260 entreprises sont actives dans ce secteur. L'objectif de l'Agence est que le secteur emploie 100 000 personnes, avec un chiffre d'affaires de 47 milliards d'euros (40 milliards de livres) en 2030.